# Letizia Ortiz Rocasolano
Letizia Ortiz Rocasolano (Oviedo, 15 september 1972) is een Spaans voormalig journaliste en tv-presentatrice en de echtgenote van koning Felipe VI van Spanje. Sinds 19 juni 2014 is zij koningin van Spanje.

## Jeugd en carrière
Ortiz is de oudste dochter van een journalist en zakenman en een verpleegkundige en vakbondsvoorzitster. Na haar werden nog twee dochters geboren, respectievelijk Telma en Erika, die in 2007 zelfmoord pleegde.
Ze had al vroeg belangstelling voor de journalistiek, een vak dat haar vader lang beoefend had. Nadat ze het voortgezet onderwijs had afgerond in haar geboorteplaats Oviedo, begon ze in 1990 aan haar studie journalistiek aan de Universiteit van Madrid. Ze behaalde haar master in het vak audiovisuele media.
Na haar studie in Spanje volgde ze een doctorale studie in Mexico waar ze ook voor een krant ging werken. Na haar terugkomst uit Mexico begon ze haar journalistieke carrière pas echt bij La Nueva España, een krant uit Asturië. Daarnaast werkte ze nog als editor bij het Spaanse nieuwsagentschap EFE. In 1998 huwde ze voor de wet met Alonso Guerrero, een 10 jaar oudere hoogleraar aan de universiteit van Madrid, maar dit huwelijk werd na een jaar alweer ontbonden. Na haar scheiding presenteerde ze onder andere voor CNN en CANALplus.
In 2000 ging Ortiz werken voor Televisión Española. Hiermee kreeg ze landelijke bekendheid. Als verslaggeefster versloeg ze de aanslagen op 11 september 2001 in de Verenigde Staten en bezocht ze Irak.

## Verloving en huwelijk

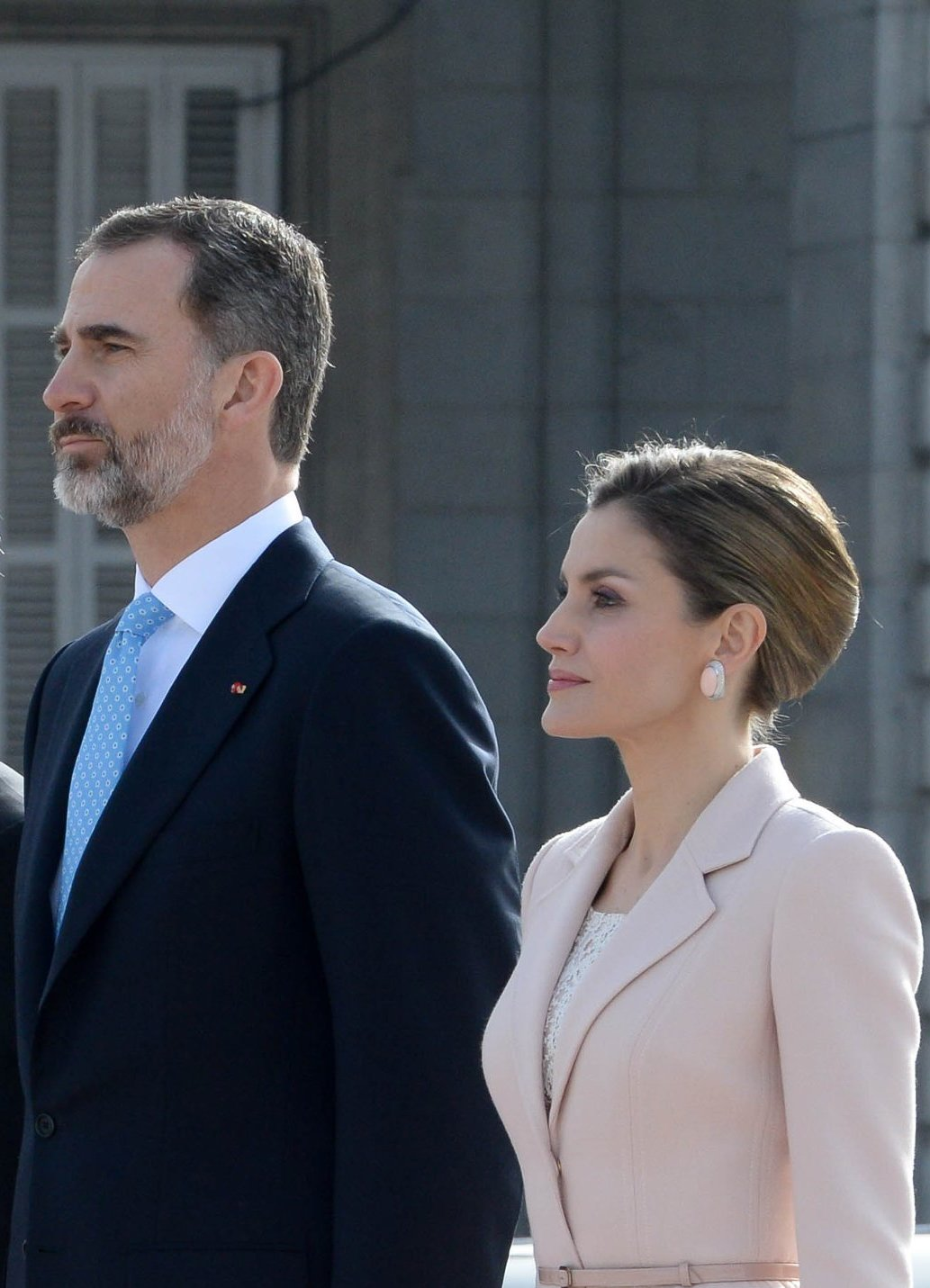
Felipe en Letizia in 2017

Haar wapenschild gepaald met dat van de Koning van Spanje en het grootlint van de Spanje Orde van Karel III als heraldisch pronkstuk in het wapen van H.M. Koningin Letizia van Spanje

In het najaar van 2002 ontmoette Letizia Ortiz de Spaanse kroonprins Felipe bij een etentje bij wederzijdse vrienden. Ze wisten hun romance een jaar geheim te houden. Op 31 oktober 2003, de dag voordat de verloving werd aangekondigd, presenteerde Letizia nog het 9-uurjournaal en de volgende dag stond ze zelf in de schijnwerpers.
In drie opzichten was ze een sensationele bruid: ze was Spaans, niet van adel en gescheiden. Dat laatste was voor de invloedrijke Rooms-Katholieke Kerk in Spanje niet onoverkomelijk, omdat ze niet voor de kerk was gehuwd, alleen voor de wet.
Op 22 mei 2004 vond onder wereldwijde mediabelangstelling en in aanwezigheid van vertegenwoordigers van 40 vorstenhuizen het huwelijk plaats tussen kroonprins Felipe van Spanje en Letizia Ortiz Rocasolano in de Almudena-kathedraal te Madrid. Daarmee werd de voormalige televisiejournaliste Hare Koninklijke Hoogheid Prinses Letizia van Spanje, Prinses van Asturië.
Op 31 oktober 2005 werd het eerste kind van Letizia en Felipe geboren, infante Leonor van Spanje. Zij is eerste in de lijn om koning Felipe VI op te volgen. Haar geboorte heeft geleid tot een hervorming van de Spaanse grondwet om de voorkeur van mannelijke afstammelingen boven vrouwelijke in de troonopvolging af te schaffen. Op 29 april 2007 is hun tweede kind, infante Sofía, geboren.

## Zorgen om gezondheid
Na Letizia's huwelijk maakte men zich vaak zorgen om haar gezondheid. Ze was ongezond mager geworden en zag er vaak bleekjes uit. Mensen dachten aan anorexia, maar het Spaanse koningshuis heeft altijd ontkend dat de prinses ziek was.

## Eretekens en onderscheidingen
- Spanje: Dame Grootkruis in de Orde van Karel III[4]
- Nederland: Ridder in de Huisorde van de Gouden Leeuw van Nassau (2024)[5]
- Nederland: Grootkruis in de Kroonorde (2014)
- Grootkruis Orde van Terra Mariana
- Grootkruis Orde van de Zon
- Grootkruis Christusorde
- Honorair hoofd van de Aartsbroederschap van het H. Sacrament te Sevilla.[6]